# Crispatotrochus rubescens
Espèce
Statut CITES
Crispatotrochus rubescens est une espèce de coraux appartenant à la famille des Caryophylliidae.